# دوره سوم مجلس خبرگان رهبری
دوره سوم مجلس خبرگان رهبری (۱۳۷۷–۱۳۸۵) در ۴ اسفند ۱۳۷۷ آغاز به کار کرد. این دوره با حضور ۸۶ نماینده خبره طی ۱۶ جلسه فعالیت داشت.

## انتخابات دوره سوم خبرگان
انتخابات آن در ۱ آبان ۱۳۷۷ برگزار شد. از میان ۳۹۶ نفر ثبت نام‌کننده اولیه، ۱۶۷ نفر تأیید شدند، ۲۱۴ نفر تأیید نشدند، ۱۳ نفر انصراف دادند و از ۱۸۷ نفر دعوت شدگان به امتحان ۶۰ نفر در امتحان شرکت نکردند.
در انتخابات این دوره ۸۶ نفر با مشارکت ۴۶٬۳ درصد مردم انتخاب شدند.

## فهرست نمایندگان دور سوم خبرگان
برخی نمایندگان این دوره:
- علی مشکینی، رئیس

## پی‌نوشت و منبع
1. ↑  بازخوانی انتخابات چهار دوره خبرگان رهبری  بایگانی‌شده  در ۲۷ دسامبر ۲۰۱۵ توسط Wayback Machine سایت آرمان پرس
2. ↑  جریان‌شناسی ادوار انتخابات مجلس خبرگان  وبسایت خبری-تحلیلی مشرق نیوز
3. ↑  همه دوره‌های خبرگان رهبری در یک نگاه  روزنامه ابتکار